# Javier Salmerón
Javier Salmerón (Barcelona, 1966-Barcelona, 6 de febrero de 2024) fue un deportista español que compitió en atletismo adaptado. Ganó tres medallas en los Juegos Paralímpicos de Verano en los años 1988 y 1992.

## Palmarés internacional
| Juegos Paralímpicos | Juegos Paralímpicos  | Juegos Paralímpicos | Juegos Paralímpicos |
| Año                 | Lugar                | Medalla             | Prueba              |
| ------------------- | -------------------- | ------------------- | ------------------- |
| 1988                | Seúl (Corea del Sur) | Medalla de bronce   | 800 m C8            |
| 1992                | Barcelona (España)   | Medalla de plata    | 400 m C8            |
| 1992                | Barcelona (España)   | Medalla de plata    | 4 × 100 m C5-8      |